# Gran Premi d'Itàlia del 1993
Resultats del Gran Premi d'Itàlia de Fórmula 1 de la temporada 1993 disputat al circuit de Monza el 12 de setembre del 1993.

## Resultats
| Pos | No | Pilot                | Equip                    | Voltes | Temps/ Retirada  | Pos. de sortida | Punts |
| --- | -- | -------------------- | ------------------------ | ------ | ---------------- | --------------- | ----- |
| 1   | 0  | Damon Hill           | Williams - Renault       | 53     | 1h 17' 08. 4     | 2               | 10    |
| 2   | 27 | Jean Alesi           | Ferrari                  | 53     | + 40.012 s       | 3               | 6     |
| 3   | 7  | Michael Andretti     | McLaren - Ford           | 52     | + 1 Volta        | 9               | 4     |
| 4   | 29 | Karl Wendlinger      | Sauber                   | 52     | + 1 Volta        | 15              | 3     |
| 5   | 6  | Riccardo Patrese     | Benetton - Ford          | 52     | + 1 Volta        | 10              | 2     |
| 6   | 20 | Érik Comas           | Larrousse - Lamborghini  | 52     | + 1 Volta        | 20              | 1     |
| 7   | 24 | Pierluigi Martini    | Minardi - Ford           | 51     | + 2 Voltes       | 22              |       |
| 8   | 23 | Christian Fittipaldi | Minardi - Ford           | 51     | + 2 Voltes       | 24              |       |
| 9   | 19 | Philippe Alliot      | Larrousse - Lamborghini  | 51     | + 2 Voltes       | 16              |       |
| 10  | 22 | Luca Badoer          | Lola - Ferrari           | 51     | + 2 Voltes       | 25              |       |
| 11  | 11 | Pedro Lamy           | Lotus - Ford             | 49     | Part elèctrica   | 26              |       |
| 12  | 2  | Alain Prost          | Williams - Renault       | 48     | Motor            | 1               |       |
| 13  | 4  | Andrea de Cesaris    | Tyrrell - Yamaha         | 47     | Pressió de l'oli | 18              |       |
| 14  | 3  | Ukyo Katayama        | Tyrrell - Yamaha         | 47     | + 6 Voltes       | 17              |       |
| Ret | 21 | Michele Alboreto     | Lola - Ferrari           | 23     | Suspensions      | 21              |       |
| Ret | 5  | Michael Schumacher   | Benetton - Ford          | 21     | Motor            | 5               |       |
| Ret | 26 | Mark Blundell        | Ligier - Renault         | 20     | Virolla          | 14              |       |
| Ret | 28 | Gerhard Berger       | Ferrari                  | 15     | Suspensions      | 6               |       |
| Ret | 12 | Johnny Herbert       | Lotus - Ford             | 14     | Virolla          | 7               |       |
| Ret | 25 | Martin Brundle       | Ligier - Renault         | 8      | Accident         | 12              |       |
| Ret | 8  | Ayrton Senna         | McLaren - Ford           | 8      | Accident         | 4               |       |
| Ret | 10 | Aguri Suzuki         | Footwork - Mugen - Honda | 0      | Motor            | 8               |       |
| Ret | 9  | Derek Warwick        | Footwork - Mugen - Honda | 0      | Accident         | 11              |       |
| Ret | 30 | Jyrki Järvilehto     | Sauber                   | 0      | Accident         |                 |       |
| Ret | 14 | Rubens Barrichello   | Jordan - Hart            | 0      | Accident         | 19              |       |
| Ret | 15 | Marco Apicella       | Jordan - Hart            | 0      | Accident         | 23              |       |

## Altres
- Pole: Alain Prost 1' 21. 179

- Volta ràpida: Damon Hill 1' 23. 575 (a la volta 45)